# Elisabeta Lipă
Elisabeta Lipă (* 26. Oktober 1964 in Siret als Elisabeta Oleniuc) ist eine ehemalige rumänische Ruderin. Sie gilt als die erfolgreichste Ruderin der Welt.
Sie wurde fünfmal Olympiasiegerin:
- 1984 im Doppelzweier
- 1992 im Einer
- 1996 im Achter
- 2000 im Achter
- 2004 im Achter

1988 gewann sie Silber im Doppelzweier und Bronze im Doppelvierer. 1992 gewann sie neben der Goldmedaille im Einer auch Silber im Doppelzweier.
Darüber hinaus hat sie zahlreiche Weltmeistertitel und -medaillen gewonnen, so gewann sie 1989 im Einer. Bei den Olympischen Spielen 2000 und 2004 war sie bei der Eröffnungsfeier Fahnenträgerin der rumänischen Mannschaft.
2008 wurde Elisabeta Lipă vom Weltruderverband FISA mit der Thomas-Keller-Medaille ausgezeichnet.
Sie wohnt in Bukarest, ist verheiratet und hat eine Tochter. Seit dem 14. März 2009 ist Elisabeta Lipă Präsidentin des rumänischen Ruderverbandes und seit dem 26. März 2009 zusätzlich Vorsitzende von Dinamo Bukarest.
Von November 2015 bis Januar 2017 war sie Jugend- und Sportministerin im Kabinett Cioloș.

## Auszeichnungen
Elisabeta Lipă wurde im Jahr 2000 mit dem Treudienst-Orden im Rang eines Kommandeurs ausgezeichnet. Im August 2008 erhielt sie von Staatspräsident Traian Băsescu den Verdienstorden „Meritul sportiv“ I. Klasse. Im selben Jahr wurde sie auch zur Ehrenbürgerin ihrer Geburtsstadt Siret ernannt.